# Psathyrella vyrnwyensis
Psathyrella vyrnwyensis är en svampart som beskrevs av Kits van Wav. 1987. Psathyrella vyrnwyensis ingår i släktet Psathyrella och familjen Psathyrellaceae.   Inga underarter finns listade i Catalogue of Life.